# Robert Sebeljan
Robert Sebeljan (armenisch Ռոբերտ Զեբելյան; russisch Роберт Артакович Зебелян; * 31. März 1984 in Sotschi) ist ein ehemaliger russisch-armenischer Fußballspieler.

## Karriere

### Verein
Robert Sebeljan begann seine Karriere im Jahr 2002 bei Schemtschuschina Sotschi in seiner Heimatstadt. Von 2004 bis 2005 spielte er beim Stadtrivalen FK Sotschi-04. 2006 wechselte der Stürmer zu FK Kuban Krasnodar. Seine nächsten Stationen waren FK Chimki und Baltika Kaliningrad. Von 2009 bis 2010 kehrte er zu seinem alten Verein Schemtschuschina Sotschi zurück. 2011 begann er in Belarus beim FK Dinamo Minsk, wurde aber im Juli 2011 schon vom kasachischen Erstligisten Tobol Qostanai verpflichtet. Zum Jahresende verließ er aber auch diesen Verein schon wieder und legte eine Karrierepause ein. Im Sommer 2013 schloss er sich dann für ein Jahr dem FK Sotschi an. Es folgte eine erneute zweijährige Pause, ehe er einen Vertrag beim FC Medik Sochi unterschrieb. Dort beendete er dann im Dezember 2018 seine aktive Karriere.

### Nationalmannschaft
Robert Sebeljan wurde zwischen 2006 und 2008 siebenmal in der armenischen Nationalmannschaft eingesetzt.